# 明野ひまわり郵便局
明野ひまわり郵便局（あけのひまわりゆうびんきょく）は、山梨県北杜市明野町上手にある郵便局である。民営化前の分類では特定郵便局であった。

## 概要
1946年（昭和21年）、上手村に開局した上手郵便局は、1955年（昭和30年）に上手村を含む3村が合併して明野村になって以降も郵便局名に旧村名である上手が使われていたことから局名の改称が行われることとなった。明野村は日照時間が日本で一番長く、ひまわりの栽培が盛んなことから名称は明野ひまわり郵便局に決まり、1999年（平成11年）に改称が行われた。なお明野村は2004年（平成16年）に明野村を含めた周辺6町村と合併を行い、北杜市となっている。

## 沿革
- 1946年（昭和21年）9月1日 - 上手郵便局として開局[1][3]。
- 1999年（平成11年）6月1日 - 明野ひまわり郵便局に改称[3]。

## 周辺
- 北杜市明野総合支所
- 北杜市立明野中学校
- 北杜市立明野小学校

## アクセス
- 中央自動車道明野バスストップから山梨県道23号韮崎増富線などを経由して2.2km